# Nedryhajliw
Nedryhajliw (ukr. Недригайлів) – osiedle na Ukrainie, w obwodzie sumskim, w rejonie romeńskim, siedziba hromady. W 2001 roku liczył ok. 6,2 tys. mieszkańców.
W 1958 roku miejscowość otrzymała status osiedla typu miejskiego. Do 2020 roku siedziba rejonu.